# Microcreagris tacomensis
Microcreagris tacomensis es una especie de arácnido del orden Pseudoscorpionida de la familia Neobisiidae.

## Distribución geográfica
Se encuentra en Washington (Estados Unidos).